# 美腹斯氏脂䲁
美腹斯氏脂䲁（學名：Starksia lepidogaster），為輻鰭魚綱䲁形目脂䲁科斯氏脂䲁屬的一個種，分布於中東太平洋墨西哥特雷斯瑪麗亞斯群島海域，深度0至13公尺，本魚體長，扁平，頭鈍，眼、鼻孔和頸背觸鬚不分支，背鰭硬棘與鰭條之間有缺刻，雄魚第一臀鰭棘長與鰭的其餘部分分離，變為性器官，側線連續，前段拱起，後段直，側線鱗片35-36枚，體褐色，有6條橫帶，最後兩條Y形，前5條位於背鰭硬棘下方，最後一條位於背鰭軟條下方，尾鰭和臀鰭淺色，背鰭硬棘19-20枚、背鰭軟條7-8枚、臀鰭硬棘2枚、臀鰭軟條17枚，體長可達2公分，棲息在岩礁區，生活習性不明。